# Vlog

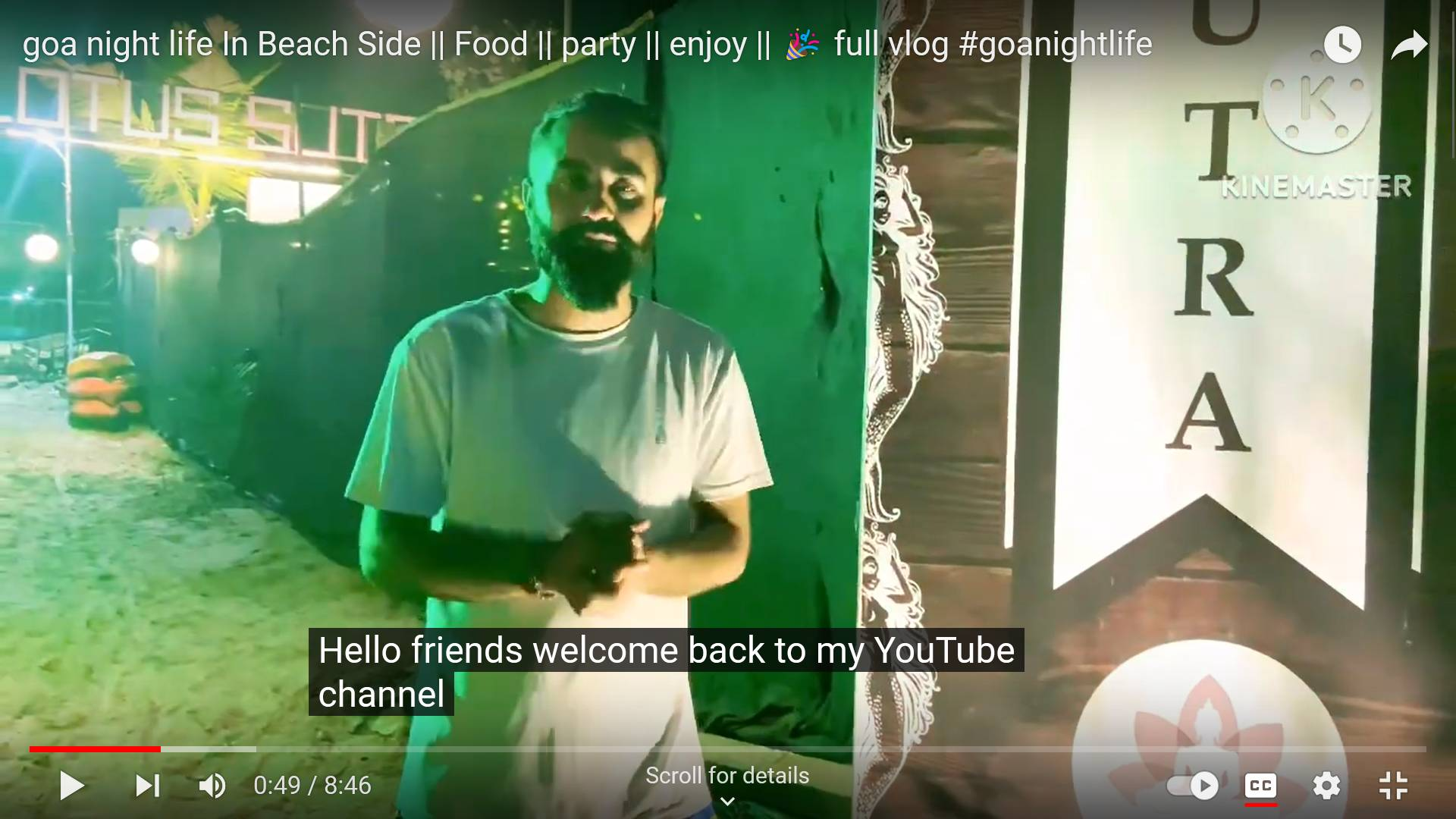
Capture d'écran d'un épisode de vlog publié sur YouTube.

Un vlog, vlogue, blog vidéo, blogue vidéo ou vidéoblogue, est un type de blog dont le principal média est la vidéo, pouvant être commentée ou non par ses visiteurs. Les expressions podcast vidéo, vidéopodcasts, vidéocast, vodcast, balado vidéo sont également utilisées.
Le vlogage ou vlogging fait référence à la mise en place d'un vlog par son créateur (le vlogueur) et à une tendance dans la blogosphère depuis le milieu des années 2000, à enrichir la lecture des blogs en diffusant les vlogs dans les médias sociaux qui offrent des services de partage et d'hébergement de vidéos en ligne (en particulier YouTube, Facebook et Twitter).

## Plateforme
Ces vlogs sont majoritairement diffusés sur la plateforme de vidéo en ligne YouTube. En effet, c’est cette plateforme qui collecte le plus grand nombre de visiteurs quotidiens, loin devant ses concurrents Vimeo ou Dailymotion. Ces vidéos sont très variées et peuvent satisfaire tout type de public : journal personnel, mode de vie, nourriture, voyages, il y en a pour tous les goûts.[style à revoir]

## Auteurs

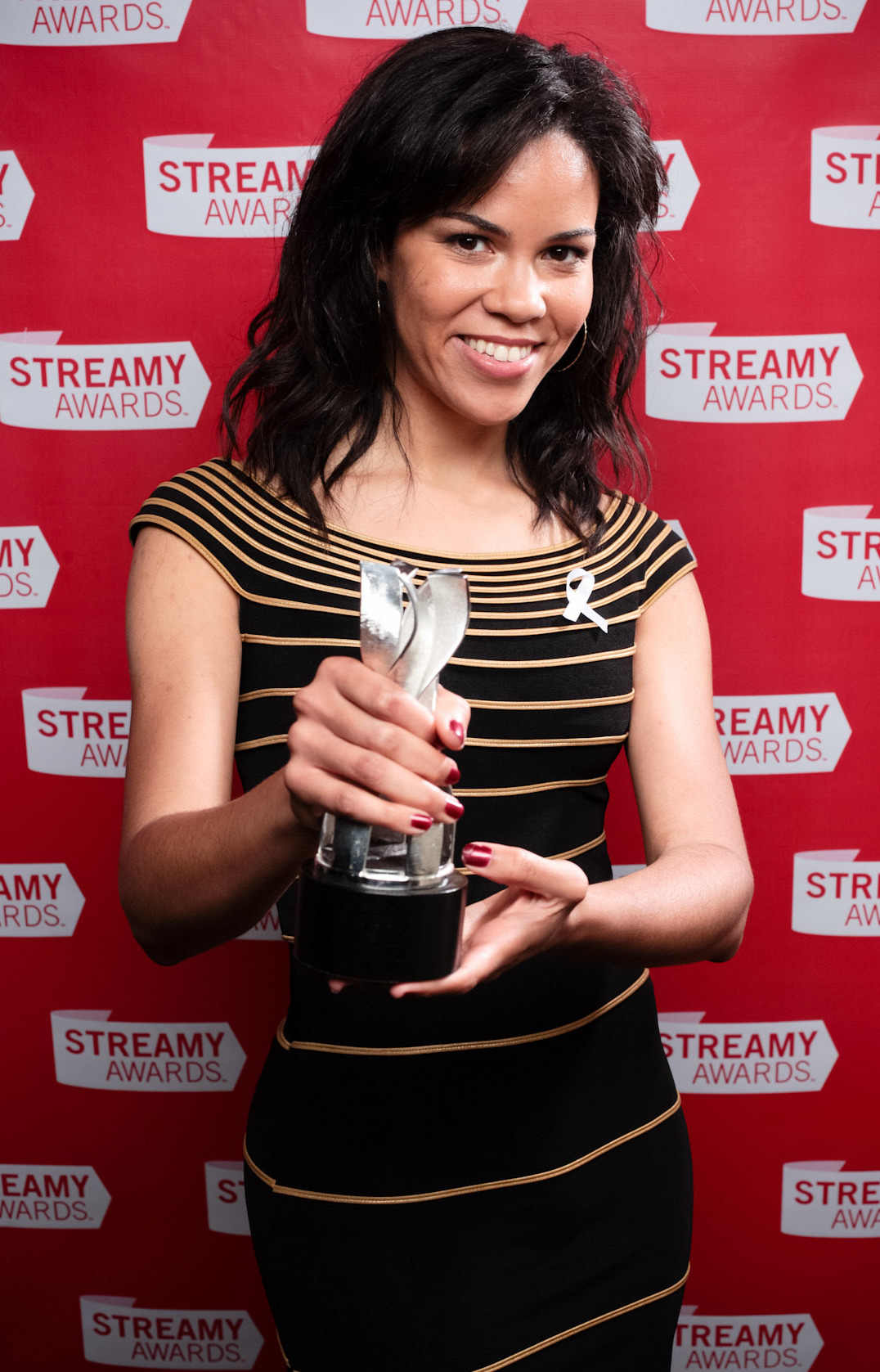
La vlogueuse américaine Zadi Diaz aux Streamy Awards 2010.

Les vlogs sont pour la plupart créés et maintenus par des vidéastes du web amateurs et professionnels qui filment leur vie quotidienne au travers de vidéos commentées. Ils sont plus souvent le fait d'individus (personnels) que d'entreprises. Certains sont maintenus par un seul auteur, alors que d'autres sont animés par plusieurs amateurs aimant réaliser de petits films.

## Formats
Il existe différents formats permettant techniquement de diffuser de la vidéo sur le web à travers un vlog.
Deux méthodes de diffusion sont offertes aux vlogueurs : la diffusion de vidéo en continu (par streaming ou flux en continu) ou la diffusion basique en débit différé (par podcasting).
Le podcasting, est également un facteur contribuant à la popularisation des vlogs. Le format RSS et les sites et logiciels qui l'exploitent (ainsi que l'augmentation progressive des débits de connexion à Internet) font augmenter progressivement le nombre de vlogs sur le Web.
Le vlog peut être diffusé à une fréquence quotidienne, régulière ou irrégulière.